# Seleção Alemã de Futebol Sub-23
A Seleção Alemã de Futebol Sub-23, também conhecida por Alemanha Sub-23, é a seleção alemã de futebol formada por jogadores com idade inferior a 23 anos.
Desde que o torneio olímpico de futebol passou a ser disputado por atletas com até 23 anos em 1992, os alemães se classificaram uma vez: em 2016, chegando a fase final.

## Elenco atual
O técnico Horst Hrubesch, que pertence a seleção sub-21 da Alemanha, convocou os 18 jogadores para disputa dos Jogos Olímpicos de Futebol no Rio de Janeiro, disputado no mês de agosto.
| No. | Pos. | Jogador           | Idade            | Jogos | Gols | Clube             |
| --- | ---- | ----------------- | ---------------- | ----- | ---- | ----------------- |
| 1   | GR   | Timo Horn         | 12 maio 1993     | 0     | 0    | Köln              |
| 12  | GR   | Jannik Huth       | 15 abril 1994    | 0     | 0    | Mainz 05          |
|     |      |                   |                  |       |      |                   |
| 14  | D    | Robert Bauer      | 9 abril 1995     | 0     | 0    | Ingolstadt        |
| 4   | D    | Matthias Ginter   | 19 janeiro 1994  | 0     | 0    | Borussia Dortmund |
| 3   | D    | Lukas Klostermann | 3 junho 1996     | 0     | 0    | Leipzig           |
| 5   | D    | Niklas Süle       | 3 setembro 1995  | 0     | 0    | Hoffenheim        |
| 13  | D    | Philipp Max       | 30 setembro 1993 | 0     | 0    | Augsburg          |
| 2   | D    | Jeremy Toljan     | 8 agosto 1994    | 0     | 0    | Hoffenheim        |
|     |      |                   |                  |       |      |                   |
| 8   | M    | Lars Bender       | 27 abril 1989    | 0     | 0    | Bayer Leverkusen  |
| 6   | M    | Sven Bender       | 27 abril 1989    | 0     | 0    | Borussia Dortmund |
| 11  | M    | Julian Brandt     | 2 maio 1996      | 0     | 0    | Bayer Leverkusen  |
| 15  | M    | Max Christiansen  | 25 setembro 1996 | 0     | 0    | Ingolstadt        |
| 17  | M    | Serge Gnabry      | 14 julho 1995    | 0     | 0    | Arsenal           |
| 10  | M    | Leon Goretzka     | 6 fevereiro 1995 | 0     | 0    | Schalke 04        |
| 7   | M    | Max Meyer         | 18 setembro 1995 | 0     | 0    | Schalke 04        |
| 16  | M    | Grischa Prömel    | 9 janeiro 1995   | 0     | 0    | Bochum            |
|     |      |                   |                  |       |      |                   |
| 9   | A    | Davie Selke       | 20 janeiro 1995  | 0     | 0    | Leipzig           |
| 18  | A    | Nils Petersen     | 6 dezembro 1988  | 0     | 0    | Freiburg          |

## Títulos
- Futebol nos Jogos Olímpicos:1976